# Music of the Spheres World Tour
Music of the Spheres Tour es la séptima gira de conciertos realizada por la banda británica de rock alternativo Coldplay. Se anunció el 14 de octubre de 2021, en apoyo de su noveno y décimo álbum de estudio Music of the Spheres (2021) y Moon Music (2024), que marcó el regreso de la banda después de la pandemia de COVID-19. No habían realizado giras para la promoción de su álbum anterior, Everyday Life (2019), ya que se decidió pausar la gira hasta que pudieran averiguar cómo asegurarse de que fuera respetuoso con el medio ambiente.
Esta visión se hace realidad en Music of the Spheres Tour: junto con el anuncio, la banda lanzó un plan detallado que establece cómo podrían tener un impacto mínimo en el medio ambiente, lo que resultará en un 50% menos de dióxido de carbono generado en relación con el A Head Full of Dreams Tour. El plan fue desarrollado durante más de dos años por Coldplay y una serie de destacados expertos en medio ambiente, y presenta una serie de estrategias innovadoras de sostenibilidad. Por ejemplo, la banda ha unido fuerzas con BMW para crear la primera «batería de espectáculo recargable y móvil» para alimentar cada concierto de la gira, y ha anunciado que el escenario de la gira se construirá a partir de «una combinación de peso ligero, bajo en carbono y materiales reutilizables (incluido el bambú y el acero reciclado) que se pueden reutilizar o reciclar correctamente al final del recorrido». También se han comprometido a plantar un árbol por cada boleto vendido.
La gira se planeó para contar con una gran cantidad de efectos visuales pirotécnicos y de confeti similares al Mylo Xyloto Tour y al A Head Full of Dreams Tour, y también incluirá una tercera generación de Xylobands para que la usen los miembros de la audiencia. Sin embargo, según el plan de sostenibilidad de Coldplay, estas características se adaptarán de tal manera que su inclusión en cada espectáculo de la gira será más considerada con el medio ambiente: la banda ha declarado que están invirtiendo en «una nueva generación de pirotecnia sostenible que tengan menos carga explosiva y nuevas fórmulas que reduzcan en gran medida o eliminen los productos químicos nocivos», que «el confeti utilizado durante el espectáculo será 100% biodegradable y requerirá significativamente menos gas comprimido para el encendido que en giras anteriores», y que las pulseras led deben estar hechas de materiales vegetales 100% compostables. La etapa inicial visitará América y Europa, comenzando en el Estadio Nacional de Costa Rica el 18 de marzo de 2022, lugar que fue escogido como inicio debido a que el país produce el 99% de su energía mediante fuentes renovables.
El 8 de septiembre de 2022, la banda anunció en Twitter que los conciertos del 28 y 29 de octubre en Buenos Aires, Argentina serían transmitidos en vivo en cines.

## Recepción
La venta de entradas para la etapa europea se abrió el 22 de octubre de 2021. Debido a la gran demanda, Coldplay anunció una quinta y sexta fecha en el Estadio de Wembley ese mismo día. El 26 de octubre de 2021, se pusieron a disposición más fechas adicionales en el Estadio Rey Balduino y el Estadio de Francia, y la Fnac informó que la banda vendió más de 200.000 entradas en un tiempo récord en este último lugar. Según un artículo publicado por NME el mismo día, la gira ya ha vendido más de un millón de entradas en todo el continente. Las ventas generales para Argentina comenzaron el 9 de diciembre de 2021, la banda agregó tres espectáculos adicionales en el Estadio Monumental Antonio Vespucio Liberti durante todo el día y vendió otras 200.000 entradas en menos de siete horas. Durante el día siguiente se confirmó que todas las fechas para el país estaban oficialmente agotadas. El 13 de diciembre de 2021, Punto Ticket, empresa responsable de ventas y distribución en Chile, informó que la gira mundial Music of the Spheres ya vendió más de dos millones de boletos a nivel mundial. La presentación del 3 de abril en el Foro Sol del Autodromo Hermanos Rodríguez de la Ciudad de México fue grabado para su edición.

### Récords y logros
| Fechas                                     | País       | Recinto                           | Descripción | Ref.   |
| ------------------------------------------ | ---------- | --------------------------------- | --- | ------ |
| 18 y 19 de marzo de 2022                   | Costa Rica | Estadio Nacional de Costa Rica    | Primer acto en la historia en realizar dos fechas agotadas en una misma gira.                                                                                | [ 14 ] |
| 25 y 26 de marzo de 2022                   | México     | Estadio BBVA                      | Primer acto en la historia en realizar dos fechas agotadas en una misma gira.                                                                                | [ 14 ] |
| 29 y 30 de marzo de 2022                   | México     | Estadio Akron                     | Primer acto en la historia en realizar dos fechas agotadas en una misma gira.                                                                                | [ 14 ] |
| 3, 4, 6 y 7 de abril de 2022               | México     | Foro Sol                          | Mayor asistencia por un acto de habla inglesa (259.591), superando a The Rolling Stones.                                                                     | [ 15 ] |
| 3, 4, 6 y 7 de abril de 2022               | México     | Foro Sol                          | Primer grupo internacional que realiza cuatro espectáculos en una misma gira.                                                                                | [ 16 ] |
| 16, 17 y 19 de julio de 2022               | Francia    | Estadio de Francia                | La venta de entradas más rápida de la historia, moviendo 200.000 entradas en una mañana.                                                                     | [ 17 ] |
| 16, 17, 19 y 20 de julio de 2022           | Francia    | Estadio de Francia                | Primer acto de la historia en programar cuatro espectáculos en una sola gira.                                                                                | [ 17 ] |
| 5, 6 y 8 de agosto de 2022                 | Bélgica    | Estadio Rey Balduino              | La mayor venta de entradas de todos los tiempos (150.000 entradas en una mañana).                                                                            | [ 18 ] |
| 10 de septiembre de 2022                   | Brasil     | Parque Olímpico de Río de Janeiro | La venta de entradas más rápida de la historia para una banda titular en Rock in Rio.                                                                        | [ 19 ] |
| 13 y 14 de septiembre de 2022              | Perú       | Estadio Nacional del Perú         | Primer acto de habla inglesa que consigue dos fechas consecutivas con las entradas agotadas.                                                                 | [ 14 ] |
| 16 y 17 de septiembre de 2022              | Colombia   | Estadio El Campín                 | Mayor número de conciertos agotados en una sola gira (empatado con Guns N' Roses y Shakira).                                                                 | [ 14 ] |
| 20, 21, 23 y 24 de septiembre de 2022      | Chile      | Estadio Nacional de Chile         | Primer acto de la historia en programar cuatro espectáculos en una misma gira.                                                                               | [ 20 ] |
| 15, 16, 18, 19, 21 y 22 de octubre de 2022 | Brasil     | Allianz Parque                    | Primer acto de la historia en programar seis espectáculos en una sola gira.                                                                                  | [ 21 ] |
| 25, 26, 28, 29 de octubre de 2022          | Argentina  | Estadio Antonio Vespucio Liberti  | Mayor venta de entradas de todos los tiempos (626.841) y primer acto de la historia en programar 10 espectáculos en una sola gira, superando a Roger Waters. | [ 22 ] |
| 1, 2, 4, 5, 7 y 8 de noviembre de 2022     | Argentina  | Estadio Antonio Vespucio Liberti  | Mayor venta de entradas de todos los tiempos (626.841) y primer acto de la historia en programar 10 espectáculos en una sola gira, superando a Roger Waters. | [ 22 ] |

## Repertorio
Este repertorio fue tomado del concierto de la banda el 18 de marzo de 2022 en San José, Costa Rica. No representa todos los conciertos a lo largo de la gira.
Acto 1 - Planets
1. «Flying» (de E.T. the Extra-Terrestrial)
2. «Music of the Spheres» (intro)
3. «Higher Power»
4. «Adventure of a Lifetime»
5. «Paradise»
6. «Charlie Brown»
7. «The Scientist»

Acto 2 - Moons
1. «Viva la Vida»
2. «Orphans»
3. «Let Somebody Go»
4. «بنی آدم»
5. «Sparks»
6. «Yellow»

Acto 3 - Stars
1. «Human Heart»
2. «People of the Pride»
3. «Clocks»
4. «Infinity Sign» (contiene elementos de «Every Teardrop Is a Waterfall»)
5. «Something Just Like This» (interpretado en lengua de señas)
6. «Midnight»
7. «My Universe»
8. «A Sky Full of Stars»
9. «Coloratura»

Acto 4 - Home
1. «Patriótica costarricense» (cover)
2. «God Put a Smile upon Your Face»
3. «Everyday Life»
4. «Sunrise»
5. «Humankind»
6. «Fix You»
7. «Biutyful»
8. «A Wave" (outro)

| Notas |
| --- |
| - Antes de cada concierto se mostró un video que mostraba los esfuerzos de sostenibilidad que presenta «Light Through The Veins» de Jon Hopkins como banda sonora. - «Infinity Sign», «Something Just like This», «Midnight», «My Universe» y «A Sky Full of Stars» se denominan colectivamente como la sección «The Lightclub». - «Sparks» incluyó una aparición especial de Preston Wait en fechas estadounidenses seleccionadas. - «Humankind» se tocó dos veces en la Ciudad de México los días 4 y 7 de abril de 2022, la banda estaba grabando un video musical para la canción. - «Biutyful» se tocó dos veces en Glendale el 12 de mayo de 2022, la banda estaba grabando un video musical para la canción. - «Sparks» incluyó un pequeño extracto de «Fly, Eagles Fly» en Filadelfia el 8 de junio de 2022. - «Let Somebody Go» incluyó una aparición especial de H.E.R. en Tampa el 14 de junio de 2022 y en Buenos Aires el 25 de noviembre de 2022. - "Humankind" y "Biutyful" fueron sustituidos por "Charlie Brown" y "Metade de Mim" con la 5ª Punkada, respectivamente, en Coimbra el 21 de mayo de 2023. |

| Covers e invitados |
| --- |
| La banda reemplaza «Patriótica Costarricense» haciendo una versión de una canción local o invitando a un cantante: - 22 de marzo de 2022 – Santo Domingo: Interpretaron un cover de «Bachata Rosa» de Juan Luis Guerra. - 26 de marzo de 2022 – Monterrey: Interpretaron un cover de «El Corrido de Monterrey» de Vicente Fernández. - 29 de marzo de 2022 – Guadalajara: Interpretaron un cover de «Rayando el Sol» con Fher Olvera de Maná. - 30 de marzo de 2022 – Guadalajara: Interpretaron «Don't Panic» con Fher Olvera de Maná. - 3 de abril de 2022 – Ciudad de México: Interpretaron un cover de «Amor eterno» de Juan Gabriel. - 4 de abril de 2022 – Ciudad de México: Interpretaron «Different is OK» con Huillo. - Mayo 28 y 29, 2022 – Chicago: Interpretaron «Superstar» con Lupe Fiasco. - 4 de junio de 2022 – East Rutherford: Interpretaron «Can't Get You Out of My Head» con Kylie Minogue. - 5 de junio de 2022 – East Rutherford: Interpretaron «Working on a Dream» y «Dancing in the Dark» con Bruce Springsteen. - 11 de junio de 2022 – Atlanta: Interpretaron «Independent Women Part I» con Kelly Rowland de Destiny's Child. - 16 de septiembre de 2022 - Bogotá: Interpretaron un cover de «La canción» de J Balvin y Bad Bunny. - 17 de septiembre de 2022 - Bogotá: Interpretaron «La bachata» con Manuel Turizo. Buenos Aires: Interpretaron un cover de De Música Ligera de Soda Stereo por la muerte de Gustavo Cerati - 28 de octubre de 2022, Buenos Aires: Jin hizo su debut en solitario con «The Astronaut», que coescribió junto con Chris Martin y Coldplay. Ese mismo día, Jin hizo una aparición especial en el tour, donde interpretó «The Astronaut» en vivo por primera vez junto al grupo. - 1 y 2 de noviembre de 2022 - Buenos Aires: Interpretaron <<Carne y Hueso>> y <<Let Somebody Go con TINI. - 7 y 8 de noviembre de 2022 - Buenos Aires: Interpretaron <<Persiana Americana>> junto a Charly Alberti y Zeta Bosio Baterista y bajista de Soda Stereo. |

| Canciones especiales |
| --- |
| En ocasiones, la banda sustituyó a la «Patriótica Costarricense» interpretando una canción escrita específicamente para la ocasión, saltando al resto del espectáculo en caso contrario: - 6 de mayo de 2022 – Dallas: Interpretaron «Dallas Every Day» con Preston Wait. - 8 de mayo de 2022 – Houston: Interpretaron «Houston #2». - 12 de mayo de 2022 – Glendale: Interpretaron «Phoenix, AZ». - 29 de mayo de 2022 – Chicago: Interpretaron «Chicago Song». - 14 de junio de 2022 – Tampa: Se interpretó «Tampa Bay on a Tuesday». - 1 de junio de 2022 – Summerfield: Interpretaron «Washington, DC the Day We Got Free». |

## Fechas
| Fecha                        | Ciudad                       | País                         | Lugar                             | Telonero(s)                         | Asistencia                   | Ingresos                     |
| Etapa 1 — México y El Caribe | Etapa 1 — México y El Caribe | Etapa 1 — México y El Caribe | Etapa 1 — México y El Caribe      | Etapa 1 — México y El Caribe        | Etapa 1 — México y El Caribe | Etapa 1 — México y El Caribe |
| ---------------------------- | ---------------------------- | ---------------------------- | --------------------------------- | ----------------------------------- | ---------------------------- | ---------------------------- |
| 18 de marzo de 2022          | San José                     | Costa Rica                   | Estadio Nacional                  | H.E.R. MishCatt                     | 81,256 / 81,256              | $5,708,056                   |
| 19 de marzo de 2022          | San José                     | Costa Rica                   | Estadio Nacional                  | H.E.R. MishCatt                     | 81,256 / 81,256              | $5,708,056                   |
| 22 de marzo de 2022          | Santo Domingo                | República Dominicana         | Estadio Olímpico Félix Sánchez    | H.E.R. La Marimba                   | 30,524 / 30,524              | $2,548,904                   |
| 25 de marzo de 2022          | Monterrey                    | México                       | Estadio BBVA                      | Carla Morrison Danny Lux            | 112,262 / 112,262            | $8,993,438                   |
| 26 de marzo de 2022          | Monterrey                    | México                       | Estadio BBVA                      | Carla Morrison Danny Lux            | 112,262 / 112,262            | $8,993,438                   |
| 29 de marzo de 2022          | Guadalajara                  | México                       | Estadio Akron                     | Carla Morrison Danny Lux            | 90,153 / 90,153              | $8,006,952                   |
| 30 de marzo de 2022          | Guadalajara                  | México                       | Estadio Akron                     | Carla Morrison Danny Lux            | 90,153 / 90,153              | $8,006,952                   |
| 3 de abril de 2022           | Ciudad de México             | México                       | Foro Sol                          | Carla Morrison Danny Lux            | 259,591 / 259,591            | $19,582,181                  |
| 4 de abril de 2022           | Ciudad de México             | México                       | Foro Sol                          | Carla Morrison Danny Lux            | 259,591 / 259,591            | $19,582,181                  |
| 6 de abril de 2022           | Ciudad de México             | México                       | Foro Sol                          | Carla Morrison Danny Lux            | 259,591 / 259,591            | $19,582,181                  |
| 7 de abril de 2022           | Ciudad de México             | México                       | Foro Sol                          | Carla Morrison Danny Lux            | 259,591 / 259,591            | $19,582,181                  |
| Etapa 2 — Angloamérica       |                              |                              |                                   |                                     |                              |                              |
| 6 de mayo de 2022            | Dallas                       | Estados Unidos               | Cotton Bowl Stadium               | H.E.R. Leila Pari                   | 58,669 / 58,669              | $6,065,763                   |
| 8 de mayo de 2022            | Houston                      | Estados Unidos               | NRG Stadium                       | H.E.R. Alaina Castillo              | 46,959 / 46,959              | $5,413,072                   |
| 12 de mayo de 2022           | Glendale                     | Estados Unidos               | State Farm Stadium                | H.E.R. Kacy Hill                    | 42,849 / 42,849              | $3,542,528                   |
| 15 de mayo de 2022           | Santa Clara                  | Estados Unidos               | Levi's Stadium                    | H.E.R. Bobby Gonz                   | 50,791 / 50,791              | $5,861,025                   |
| 28 de mayo de 2022           | Chicago                      | Estados Unidos               | Soldier Field                     | H.E.R. Drama                        | 107,072 / 107,072            | $10,969,930                  |
| 29 de mayo de 2022           | Chicago                      | Estados Unidos               | Soldier Field                     | H.E.R. Drama                        | 107,072 / 107,072            | $10,969,930                  |
| 1 de junio de 2022           | Landover                     | Estados Unidos               | FedExField                        | H.E.R. Shaed                        | 47,133 / 47,133              | $5,196,389                   |
| 4 de junio de 2022           | East Rutherford              | Estados Unidos               | MetLife Stadium                   | H.E.R. Bea Miller                   | 117,240 / 117,240            | $13,153,892                  |
| 5 de junio de 2022           | East Rutherford              | Estados Unidos               | MetLife Stadium                   | H.E.R. Bea Miller                   | 117,240 / 117,240            | $13,153,892                  |
| 8 de junio de 2022           | Philadelphia                 | Estados Unidos               | Lincoln Financial Field           | H.E.R. Lizzy McAlpine               | 57,415 / 57,415              | $5,606,712                   |
| 11 de junio de 2022          | Atlanta                      | Estados Unidos               | Mercedes-Benz Stadium             | H.E.R. Mariah the Scientist         | 54,059 / 54,059              | $5,913,613                   |
| 14 de junio de 2022          | Tampa                        | Estados Unidos               | Raymond James Stadium             | H.E.R. Gigi                         | 55,980 / 55,980              | $6,300,175                   |
| Etapa 3 — Europa             |                              |                              |                                   |                                     |                              |                              |
| 2 de julio de 2022           | Fráncfort del Meno           | Alemania                     | Deutsche Bank Park                | H.E.R. Alli Neumann                 | 138,282 / 138,282            | $13,723,046                  |
| 3 de julio de 2022           | Fráncfort del Meno           | Alemania                     | Deutsche Bank Park                | H.E.R. Alli Neumann                 | 138,282 / 138,282            | $13,723,046                  |
| 5 de julio de 2022           | Fráncfort del Meno           | Alemania                     | Deutsche Bank Park                | London Grammar Alli Neumann         | 138,282 / 138,282            | $13,723,046                  |
| 8 de julio de 2022           | Varsovia                     | Polonia                      | Estadio Nacional de Varsovia      | H.E.R. Mery Spolsky                 | 57,574 / 57,574              | $4,369,811                   |
| 10 de julio de 2022          | Berlín                       | Alemania                     | Estadio Olímpico de Berlín        | London Grammar Zoe Wees             | 216,535 / 216,535            | $19,576,299                  |
| 12 de julio de 2022          | Berlín                       | Alemania                     | Estadio Olímpico de Berlín        | H.E.R. Zoe Wees                     | 216,535 / 216,535            | $19,576,299                  |
| 13 de julio de 2022          | Berlín                       | Alemania                     | Estadio Olímpico de Berlín        | H.E.R. Alli Neumann                 | 216,535 / 216,535            | $19,576,299                  |
| 16 de julio de 2022          | París                        | Francia                      | Estadio de Francia                | H.E.R. Gaumar                       | 318,331 / 318,331            | $27,383,751                  |
| 17 de julio de 2022          | París                        | Francia                      | Estadio de Francia                | H.E.R. Gaumar                       | 318,331 / 318,331            | $27,383,751                  |
| 19 de julio de 2022          | París                        | Francia                      | Estadio de Francia                | London Grammar Lous and the Yakuza  | 318,331 / 318,331            | $27,383,751                  |
| 20 de julio de 2022          | París                        | Francia                      | Estadio de Francia                | London Grammar Lous and the Yakuza  | 318,331 / 318,331            | $27,383,751                  |
| 5 de agosto de 2022          | Bruselas                     | Bélgica                      | Estadio Rey Balduino              | H.E.R. Lous and the Yakuza          | 224,719 / 224,719            | $20,007,105                  |
| 6 de agosto de 2022          | Bruselas                     | Bélgica                      | Estadio Rey Balduino              | H.E.R. Lous and the Yakuza          | 224,719 / 224,719            | $20,007,105                  |
| 8 de agosto de 2022          | Bruselas                     | Bélgica                      | Estadio Rey Balduino              | London Grammar Lous and the Yakuza  | 224,719 / 224,719            | $20,007,105                  |
| 9 de agosto de 2022          | Bruselas                     | Bélgica                      | Estadio Rey Balduino              | London Grammar Lous and the Yakuza  | 224,719 / 224,719            | $20,007,105                  |
| 12 de agosto de 2022         | Londres                      | Reino Unido                  | Estadio de Wembley                | H.E.R. Griff                        | 464,839 / 464,839            | $49,209,920                  |
| 13 de agosto de 2022         | Londres                      | Reino Unido                  | Estadio de Wembley                | H.E.R. Griff                        | 464,839 / 464,839            | $49,209,920                  |
| 16 de agosto de 2022         | Londres                      | Reino Unido                  | Estadio de Wembley                | London Grammar Ibibio Sound Machine | 464,839 / 464,839            | $49,209,920                  |
| 17 de agosto de 2022         | Londres                      | Reino Unido                  | Estadio de Wembley                | H.E.R. Ibibio Sound Machine         | 464,839 / 464,839            | $49,209,920                  |
| 20 de agosto de 2022         | Londres                      | Reino Unido                  | Estadio de Wembley                | London Grammar Laura Mvula          | 464,839 / 464,839            | $49,209,920                  |
| 21 de agosto de 2022         | Londres                      | Reino Unido                  | Estadio de Wembley                | London Grammar Laura Mvula          | 464,839 / 464,839            | $49,209,920                  |
| 23 de agosto de 2022         | Glasgow                      | Reino Unido                  | Hampden Park                      | H.E.R. Nina Nesbitt                 | 106,209 / 106,209            | $10,402,757                  |
| 24 de agosto de 2022         | Glasgow                      | Reino Unido                  | Hampden Park                      | London Grammar Nina Nesbitt         | 106,209 / 106,209            | $10,402,757                  |
| Etapa 4 — Sudamérica         |                              |                              |                                   |                                     |                              |                              |
| 10 de septiembre de 2022     | Río de Janeiro               | Brasil                       | Parque Olímpico de Río de Janeiro | Festival                            | Festival                     | Festival                     |
| 13 de septiembre de 2022     | Lima                         | Perú                         | Estadio Nacional del Perú         | Camila Cabello Andrea Martínez      | 85,845 / 85,845              | $9,242,799                   |
| 14 de septiembre de 2022     | Lima                         | Perú                         | Estadio Nacional del Perú         | Camila Cabello Andrea Martínez      | 85,845 / 85,845              | $9,242,799                   |
| 16 de septiembre de 2022     | Bogotá                       | Colombia                     | Estadio El Campín                 | Camila Cabello Mabiland             | 98,314 / 98,314              | $10,231,789                  |
| 17 de septiembre de 2022     | Bogotá                       | Colombia                     | Estadio El Campín                 | Camila Cabello Mabiland             | 98,314 / 98,314              | $10,231,789                  |
| 20 de septiembre de 2022     | Santiago                     | Chile                        | Estadio Nacional de Chile         | Camila Cabello Princesa Alba        | 256,916 / 256,916            | $15,886,887                  |
| 21 de septiembre de 2022     | Santiago                     | Chile                        | Estadio Nacional de Chile         | Camila Cabello Princesa Alba        | 256,916 / 256,916            | $15,886,887                  |
| 23 de septiembre de 2022     | Santiago                     | Chile                        | Estadio Nacional de Chile         | Camila Cabello Princesa Alba        | 256,916 / 256,916            | $15,886,887                  |
| 24 de septiembre de 2022     | Santiago                     | Chile                        | Estadio Nacional de Chile         | Camila Cabello Princesa Alba        | 256,916 / 256,916            | $15,886,887                  |
| 25 de octubre de 2022        | Buenos Aires                 | Argentina                    | Estadio Antonio Vespucio Liberti  | H.E.R. Zoe Gotusso                  | 626,841 / 626,841            | $49,695,814                  |
| 26 de octubre de 2022        | Buenos Aires                 | Argentina                    | Estadio Antonio Vespucio Liberti  | H.E.R. Zoe Gotusso                  | 626,841 / 626,841            | $49,695,814                  |
| 28 de octubre de 2022        | Buenos Aires                 | Argentina                    | Estadio Antonio Vespucio Liberti  | H.E.R. Zoe Gotusso                  | 626,841 / 626,841            | $49,695,814                  |
| 29 de octubre de 2022        | Buenos Aires                 | Argentina                    | Estadio Antonio Vespucio Liberti  | H.E.R. Zoe Gotusso                  | 626,841 / 626,841            | $49,695,814                  |
| 1 de noviembre de 2022       | Buenos Aires                 | Argentina                    | Estadio Antonio Vespucio Liberti  | H.E.R. Zoe Gotusso                  | 626,841 / 626,841            | $49,695,814                  |
| 2 de noviembre de 2022       | Buenos Aires                 | Argentina                    | Estadio Antonio Vespucio Liberti  | H. E R. Clara Cava                  | 626,841 / 626,841            | $49,695,814                  |
| 4 de noviembre de 2022       | Buenos Aires                 | Argentina                    | Estadio Antonio Vespucio Liberti  | H.E.R. Zoe Gotusso                  | 626,841 / 626,841            | $49,695,814                  |
| 5 de noviembre de 2022       | Buenos Aires                 | Argentina                    | Estadio Antonio Vespucio Liberti  | H.E.R. Zoe Gotusso                  | 626,841 / 626,841            | $49,695,814                  |
| 7 de noviembre de 2022       | Buenos Aires                 | Argentina                    | Estadio Antonio Vespucio Liberti  | H.E.R. Zoe Gotusso                  | 626,841 / 626,841            | $49,695,814                  |
| 8 de noviembre de 2022       | Buenos Aires                 | Argentina                    | Estadio Antonio Vespucio Liberti  | H.E.R. Zoe Gotusso                  | 626,841 / 626,841            | $49,695,814                  |
| 10 de marzo de 2023          | Sao Paulo                    | Brasil                       | Estadio Morumbi                   | Chvrches Elana Dara                 | 439,651 / 439,651            | $40,104,880                  |
| 11 de marzo de 2023          | Sao Paulo                    | Brasil                       | Estadio Morumbi                   | Chvrches Elana Dara                 | 439,651 / 439,651            | $40,104,880                  |
| 13 de marzo de 2023          | Sao Paulo                    | Brasil                       | Estadio Morumbi                   | Chvrches Elana Dara                 | 439,651 / 439,651            | $40,104,880                  |
| 14 de marzo de 2023          | Sao Paulo                    | Brasil                       | Estadio Morumbi                   | Chvrches Elana Dara                 | 439,651 / 439,651            | $40,104,880                  |
| 17 de marzo de 2023          | Sao Paulo                    | Brasil                       | Estadio Morumbi                   | Chvrches Elana Dara                 | 439,651 / 439,651            | $40,104,880                  |
| 18 de marzo de 2023          | Sao Paulo                    | Brasil                       | Estadio Morumbi                   | Chvrches Elana Dara                 | 439,651 / 439,651            | $40,104,880                  |
| 21 de marzo de 2023          | Curitiba                     | Brasil                       | Estadio Couto Pereira             | Chvrches Clara x Sofia              | 85,776 / 85,776              | $8,126,840                   |
| 22 de marzo de 2023          | Curitiba                     | Brasil                       | Estadio Couto Pereira             | Chvrches Clara x Sofia              | 85,776 / 85,776              | $8,126,840                   |
| 25 de marzo de 2023          | Río de Janeiro               | Brasil                       | Estadio Nilson Santos             | Chvrches Clara x Sofia              | 211,012 / 211,012            | $17,204,663                  |
| 26 de marzo de 2023          | Río de Janeiro               | Brasil                       | Estadio Nilson Santos             | Chvrches Clara x Sofia              | 211,012 / 211,012            | $17,204,663                  |
| 28 de marzo de 2023          | Río de Janeiro               | Brasil                       | Estadio Nilson Santos             | Chvrches Clara x Sofia              | 211,012 / 211,012            | $17,204,663                  |
| Etapa 5 — Europa             |                              |                              |                                   |                                     |                              |                              |
| 17 de mayo de 2023           | Coímbra                      | Portugal                     | Estadio Ciudad de Coímbra         | —                                   | 208,284 / 208,284            | $21,474,080                  |
| 18 de mayo de 2023           | Coímbra                      | Portugal                     | Estadio Ciudad de Coímbra         | —                                   | 208,284 / 208,284            | $21,474,080                  |
| 20 de mayo de 2023           | Coímbra                      | Portugal                     | Estadio Ciudad de Coímbra         | —                                   | 208,284 / 208,284            | $21,474,080                  |
| 21 de mayo de 2023           | Coímbra                      | Portugal                     | Estadio Ciudad de Coímbra         | —                                   | 208,284 / 208,284            | $21,474,080                  |
| 24 de mayo de 2023           | Barcelona                    | España                       | Estadio Olímpico Lluís Companys   | —                                   | 224,747 / 224,747            | $27,284,899                  |
| 25 de mayo de 2023           | Barcelona                    | España                       | Estadio Olímpico Lluís Companys   | —                                   | 224,747 / 224,747            | $27,284,899                  |
| 27 de mayo de 2023           | Barcelona                    | España                       | Estadio Olímpico Lluís Companys   | —                                   | 224,747 / 224,747            | $27,284,899                  |
| 28 de mayo de 2023           | Barcelona                    | España                       | Estadio Olímpico Lluís Companys   | —                                   | 224,747 / 224,747            | $27,284,899                  |
| 31 de mayo de 2023           | Mánchester                   | Reino Unido                  | Estadio Ciudad de Mánchester      | —                                   | 195,874 / 195,874            | $24,164,085                  |
| 1 de junio de 2023           | Mánchester                   | Reino Unido                  | Estadio Ciudad de Mánchester      | —                                   | 195,874 / 195,874            | $24,164,085                  |
| 3 de junio de 2023           | Mánchester                   | Reino Unido                  | Estadio Ciudad de Mánchester      | —                                   | 195,874 / 195,874            | $24,164,085                  |
| 4 de junio de 2023           | Mánchester                   | Reino Unido                  | Estadio Ciudad de Mánchester      | —                                   | 195,874 / 195,874            | $24,164,085                  |
| 6 de junio de 2023           | Cardiff                      | Reino Unido                  | Millennium Stadium                | —                                   | 119,280 / 119,280            | $14,151,135                  |
| 7 de junio de 2023           | Cardiff                      | Reino Unido                  | Millennium Stadium                | —                                   | 119,280 / 119,280            | $14,151,135                  |
| 21 de junio de 2023          | Nápoles                      | Italia                       | Estadio Diego Armando Maradona    | —                                   | 93,341 / 93,341              | $9,856,532                   |
| 22 de junio de 2023          | Nápoles                      | Italia                       | Estadio Diego Armando Maradona    | —                                   | 93,341 / 93,341              | $9,856,532                   |
| 25 de junio de 2023          | Milán                        | Italia                       | Estadio Giuseppe Meazza           | —                                   | 249,560 / 249,560            | $29,439,179                  |
| 26 de junio de 2023          | Milán                        | Italia                       | Estadio Giuseppe Meazza           | —                                   | 249,560 / 249,560            | $29,439,179                  |
| 28 de junio de 2023          | Milán                        | Italia                       | Estadio Giuseppe Meazza           | —                                   | 249,560 / 249,560            | $29,439,179                  |
| 29 de junio de 2023          | Milán                        | Italia                       | Estadio Giuseppe Meazza           | —                                   | 249,560 / 249,560            | $29,439,179                  |
| 1 de julio de 2023           | Zúrich                       | Suiza                        | Letzigrund                        | —                                   | 95,055 / 95,055              | $14,972,412                  |
| 2 de julio de 2023           | Zúrich                       | Suiza                        | Letzigrund                        | —                                   | 95,055 / 95,055              | $14,972,412                  |
| 5 de julio de 2023           | Copenhague                   | Dinamarca                    | Parken Stadion                    | —                                   | 98,646 / 98,646              | $12,230,709                  |
| 6 de julio de 2023           | Copenhague                   | Dinamarca                    | Parken Stadion                    | —                                   | 98,646 / 98,646              | $12,230,709                  |
| 8 de julio de 2023           | Gotemburgo                   | Suecia                       | Estadio Ullevi                    | —                                   | 267,180 / 267,180            | $26,242,820                  |
| 9 de julio de 2023           | Gotemburgo                   | Suecia                       | Estadio Ullevi                    | —                                   | 267,180 / 267,180            | $26,242,820                  |
| 11 de julio de 2023          | Gotemburgo                   | Suecia                       | Estadio Ullevi                    | —                                   | 267,180 / 267,180            | $26,242,820                  |
| 12 de julio de 2023          | Gotemburgo                   | Suecia                       | Estadio Ullevi                    | —                                   | 267,180 / 267,180            | $26,242,820                  |
| 15 de julio de 2023          | Ámsterdam                    | Países Bajos                 | Johan Cruyff Arena                | —                                   | 217,609 / 217,609            | $30,322,573                  |
| 16 de julio de 2023          | Ámsterdam                    | Países Bajos                 | Johan Cruyff Arena                | —                                   | 217,609 / 217,609            | $30,322,573                  |
| 18 de julio de 2023          | Ámsterdam                    | Países Bajos                 | Johan Cruyff Arena                | —                                   | 217,609 / 217,609            | $30,322,573                  |
| 19 de julio de 2023          | Ámsterdam                    | Países Bajos                 | Johan Cruyff Arena                | —                                   | 217,609 / 217,609            | $30,322,573                  |
| Etapa 6 — Angloamérica       |                              |                              |                                   |                                     |                              |                              |
| 20 de septiembre de 2023     | Seattle                      | Estados Unidos               | Lumen Field                       | H.E.R. 070 Shake                    | 60,342 / 60,342              | $8,124,415                   |
| 22 de septiembre de 2023     | Vancouver                    | Canadá                       | Estadio BC Place                  | H.E.R. 070 Shake                    | 89,645 / 89,645              | $12,405,571                  |
| 23 de septiembre de 2023     | Vancouver                    | Canadá                       | Estadio BC Place                  | H.E.R. 070 Shake                    | 89,645 / 89,645              | $12,405,571                  |
| 27 de septiembre de 2023     | San Diego                    | Estados Unidos               | Snapdragon Stadium                | H.E.R. 070 Shake                    | 64,130 / 64,130              | $10,355,147                  |
| 28 de septiembre de 2023     | San Diego                    | Estados Unidos               | Snapdragon Stadium                | H.E.R. 070 Shake                    | 64,130 / 64,130              | $10,355,147                  |
| 30 de septiembre de 2023     | Pasadena                     | Estados Unidos               | Estadio Rose Bowl                 | H.E.R. 070 Shake                    | 136,043 / 136,043            | $19,019,116                  |
| 1 de octubre de 2023         | Pasadena                     | Estados Unidos               | Estadio Rose Bowl                 | H.E.R. 070 Shake                    | 136,043 / 136,043            | $19,019,116                  |
| Etapa 7 — Asia y Oceanía     |                              |                              |                                   |                                     |                              |                              |
| 6 de noviembre de 2023       | Tokio                        | Japón                        | Tokyo Dome                        | Yoasobi                             | 97,267 / 97,267              | $13,726,445                  |
| 7 de noviembre de 2023       | Tokio                        | Japón                        | Tokyo Dome                        | Yoasobi                             | 97,267 / 97,267              | $13,726,445                  |
| 11 de noviembre de 2023      | Kaohsiung                    | Taiwán                       | Estadio Nacional de Kaohsiung     | Accusefive                          | 102,949 / 102,949            | $15,159,017                  |
| 12 de noviembre de 2023      | Kaohsiung                    | Taiwán                       | Estadio Nacional de Kaohsiung     | Accusefive                          | 102,949 / 102,949            | $15,159,017                  |
| 15 de noviembre de 2023      | Yakarta                      | Indonesia                    | Estadio Gelora Bung Karno         | Rahmania Astrini                    | 78,541 / 78,541              | $13,893,822                  |
| 18 de noviembre de 2023      | Perth                        | Australia                    | Estadio de Perth                  | Thelma Plum Amy Shark               | 124,883 / 124,883            | $13,888,883                  |
| 19 de noviembre de 2023      | Perth                        | Australia                    | Estadio de Perth                  | Thelma Plum Tash Sultana            | 124,883 / 124,883            | $13,888,883                  |
| 22 de noviembre de 2023      | Kuala Lumpur                 | Malasia                      | Estadio Nacional Bukit Jalil      | Bunga                               | 81,812 / 81,812              | $10,904,369                  |
| 19 de enero de 2024          | Manila                       | Filipinas                    | Arena Filipina                    | -                                   | 96,079 / 96,079              | $15,425,465                  |
| 20 de enero de 2024          | Manila                       | Filipinas                    | Arena Filipina                    | -                                   | 96,079 / 96,079              | $15,425,465                  |
| 23 de enero de 2024          | Singapur                     | Singapur                     | Estadio Nacional de Singapur      | -                                   | 321,113 / 321,113            | $43,362,247                  |
| 24 de enero de 2024          | Singapur                     | Singapur                     | Estadio Nacional de Singapur      | -                                   | 321,113 / 321,113            | $43,362,247                  |
| 26 de enero de 2024          | Singapur                     | Singapur                     | Estadio Nacional de Singapur      | -                                   | 321,113 / 321,113            | $43,362,247                  |
| 27 de enero de 2024          | Singapur                     | Singapur                     | Estadio Nacional de Singapur      | -                                   | 321,113 / 321,113            | $43,362,247                  |
| 30 de enero de 2024          | Singapur                     | Singapur                     | Estadio Nacional de Singapur      | -                                   | 321,113 / 321,113            | $43,362,247                  |
| 31 de enero de 2024          | Singapur                     | Singapur                     | Estadio Nacional de Singapur      | -                                   | 321,113 / 321,113            | $43,362,247                  |
| 3 de febrero de 2024         | Bangkok                      | Tailandia                    | Estadio Rajamangala               | -                                   | 106,027 / 106,027            | $16,878,887                  |
| 4 de febrero de 2024         | Bangkok                      | Tailandia                    | Estadio Rajamangala               | -                                   | 106,027 / 106,027            | $16,878,887                  |
| Etapa 8 — Europa             |                              |                              |                                   |                                     |                              |                              |
| 8 de junio de 2024           | Atenas                       | Grecia                       | Estadio Olímpico de Atenas        | Maisie Peters Antonia Kaouri        | 139,459 / 139,459            | $14,659,812                  |
| 9 de junio de 2024           | Atenas                       | Grecia                       | Estadio Olímpico de Atenas        | Maisie Peters Antonia Kaouri        | 139,459 / 139,459            | $14,659,812                  |
| 12 de junio de 2024          | Bucarest                     | Rumania                      | Național Bucarest Arena           | Maisie Peters Emaa                  | 105,420 / 105,420            | $11,517,472                  |
| 13 de junio de 2024          | Bucarest                     | Rumania                      | Național Bucarest Arena           | Maisie Peters Emaa                  | 105,420 / 105,420            | $11,517,472                  |
| 16 de junio de 2024          | Budapest                     | Hungría                      | Puskás Aréna                      | Maisie Peters Solére                | 166,771 / 166,771            | $17,042,753                  |
| 18 de junio de 2024          | Budapest                     | Hungría                      | Puskás Aréna                      | Maisie Peters Solére                | 166,771 / 166,771            | $17,042,753                  |
| 19 de junio de 2024          | Budapest                     | Hungría                      | Puskás Aréna                      | Maisie Peters Solére                | 166,771 / 166,771            | $17,042,753                  |
| 22 de junio de 2024          | Lyon                         | Francia                      | Groupama Stadium                  | Janelle Monáe Ronisia               | 164,641 / 164,641            | $21,581,208                  |
| 23 de junio de 2024          | Lyon                         | Francia                      | Groupama Stadium                  | Janelle Monáe Ronisia               | 164,641 / 164,641            | $21,581,208                  |
| 25 de junio de 2024          | Lyon                         | Francia                      | Groupama Stadium                  | Janelle Monáe Ronisia               | 164,641 / 164,641            | $21,581,208                  |
| 29 de junio de 2024          | Pilton                       | Reino Unido                  | Worthy Farm                       | Festival                            | Festival                     | Festival                     |
| 12 de julio de 2024          | Roma                         | Italia                       | Stadio Olimpico                   | Janelle Monáe Rose Villain          | 251,771 / 251,771            | $29,378,307                  |
| 13 de julio de 2024          | Roma                         | Italia                       | Stadio Olimpico                   | Janelle Monáe Rose Villain          | 251,771 / 251,771            | $29,378,307                  |
| 15 de julio de 2024          | Roma                         | Italia                       | Stadio Olimpico                   | Janelle Monáe Rose Villain          | 251,771 / 251,771            | $29,378,307                  |
| 16 de julio de 2024          | Roma                         | Italia                       | Stadio Olimpico                   | Janelle Monáe Rose Villain          | 251,771 / 251,771            | $29,378,307                  |
| 20 de julio de 2024          | Düsseldorf                   | Alemania                     | Merkur Spiel-Arena                | Janelle Monáe Zoe Wees              | 145,402 / 145,402            | $19,465,043                  |
| 21 de julio de 2024          | Düsseldorf                   | Alemania                     | Merkur Spiel-Arena                | Janelle Monáe Zoe Wees              | 145,402 / 145,402            | $19,465,043                  |
| 23 de julio de 2024          | Düsseldorf                   | Alemania                     | Merkur Spiel-Arena                | Janelle Monáe Zoe Wees              | 145,402 / 145,402            | $19,465,043                  |
| 27 de julio de 2024          | Helsinki                     | Finlandia                    | Estadio Olímpico de Helsinki      | Maisie Peters Alma                  | 178,033 / 178,033            | $23,311,075                  |
| 28 de julio de 2024          | Helsinki                     | Finlandia                    | Estadio Olímpico de Helsinki      | Maisie Peters Alma                  | 178,033 / 178,033            | $23,311,075                  |
| 30 de julio de 2024          | Helsinki                     | Finlandia                    | Estadio Olímpico de Helsinki      | Maisie Peters Alma                  | 178,033 / 178,033            | $23,311,075                  |
| 31 de julio de 2024          | Helsinki                     | Finlandia                    | Estadio Olímpico de Helsinki      | Maisie Peters Alma                  | 178,033 / 178,033            | $23,311,075                  |
| 15 de agosto de 2024         | Múnich                       | Alemania                     | Estadio Olímpico de Múnich        | Maggie Rogers Wilhelmine            | 210,192 / 210,192            | $28,587,643                  |
| 17 de agosto de 2024         | Múnich                       | Alemania                     | Estadio Olímpico de Múnich        | Maggie Rogers Wilhelmine            | 210,192 / 210,192            | $28,587,643                  |
| 18 de agosto de 2024         | Múnich                       | Alemania                     | Estadio Olímpico de Múnich        | Maggie Rogers Wilhelmine            | 210,192 / 210,192            | $28,587,643                  |
| 21 de agosto de 2024         | Viena                        | Austria                      | Estadio Ernst Happel              | Maggie Rogers Oska                  | 251,399 / 251,399            | $33,030,164                  |
| 22 de agosto de 2024         | Viena                        | Austria                      | Estadio Ernst Happel              | Maggie Rogers Oska                  | 251,399 / 251,399            | $33,030,164                  |
| 24 de agosto de 2024         | Viena                        | Austria                      | Estadio Ernst Happel              | Maggie Rogers Oska                  | 251,399 / 251,399            | $33,030,164                  |
| 25 de agosto de 2024         | Viena                        | Austria                      | Estadio Ernst Happel              | Maggie Rogers Oska                  | 251,399 / 251,399            | $33,030,164                  |
| 29 de agosto de 2024         | Dublin                       | Irlanda                      | Croke Park                        | Maggie Rogers Aby Coulibaly         | 329,200 / 329,200            | $49,520,804                  |
| 30 de agosto de 2024         | Dublin                       | Irlanda                      | Croke Park                        | Maggie Rogers Aby Coulibaly         | 329,200 / 329,200            | $49,520,804                  |
| 1 de septiembre de 2024      | Dublin                       | Irlanda                      | Croke Park                        | Maggie Rogers Aby Coulibaly         | 329,200 / 329,200            | $49,520,804                  |
| 2 de septiembre de 2024      | Dublin                       | Irlanda                      | Croke Park                        | Maggie Rogers Aby Coulibaly         | 329,200 / 329,200            | $49,520,804                  |
| Etapa 9 — Oceanía            |                              |                              |                                   |                                     |                              |                              |
| 30 de octubre de 2024        | Melbourne                    | Australia                    | Marvel Stadium                    | PinkPantheress Emmanuel Kelly       | 229,120 / 229,120            | $28,849,502                  |
| 31 de octubre de 2024        | Melbourne                    | Australia                    | Marvel Stadium                    | PinkPantheress Emmanuel Kelly       | 229,120 / 229,120            | $28,849,502                  |
| 2 de noviembre de 2024       | Melbourne                    | Australia                    | Marvel Stadium                    | PinkPantheress Emmanuel Kelly       | 229,120 / 229,120            | $28,849,502                  |
| 3 de noviembre de 2024       | Melbourne                    | Australia                    | Marvel Stadium                    | PinkPantheress Emmanuel Kelly       | 229,120 / 229,120            | $28,849,502                  |
| 6 de noviembre de 2024       | Sídney                       | Australia                    | Accor Stadium                     | PinkPantheress Emmanuel Kelly       | 325,072 / 325,072            | $37,402,153                  |
| 7 de noviembre de 2024       | Sídney                       | Australia                    | Accor Stadium                     | PinkPantheress Emmanuel Kelly       | 325,072 / 325,072            | $37,402,153                  |
| 9 de noviembre de 2024       | Sídney                       | Australia                    | Accor Stadium                     | PinkPantheress Emmanuel Kelly       | 325,072 / 325,072            | $37,402,153                  |
| 10 de noviembre de 2024      | Sídney                       | Australia                    | Accor Stadium                     | PinkPantheress Emmanuel Kelly       | 325,072 / 325,072            | $37,402,153                  |
| 13 de noviembre de 2024      | Auckland                     | Nueva Zelanda                | Eden Park                         | PinkPantheress Emmanuel Kelly       | 169,079 / 169,079            | $19,276,352                  |
| 15 de noviembre de 2024      | Auckland                     | Nueva Zelanda                | Eden Park                         | PinkPantheress Emmanuel Kelly       | 169,079 / 169,079            | $19,276,352                  |
| 16 de noviembre de 2024      | Auckland                     | Nueva Zelanda                | Eden Park                         | PinkPantheress Emmanuel Kelly       | 169,079 / 169,079            | $19,276,352                  |
| Etapa 10 — Asia              |                              |                              |                                   |                                     |                              |                              |
| 9 de enero de 2025           | Abu Dabi                     | Emiratos Árabes Unidos       | Estadio Jeque Zayed               | Elyanna Shone                       | 203,160 / 203,160            | $28,081,406                  |
| 11 de enero de 2025          | Abu Dabi                     | Emiratos Árabes Unidos       | Estadio Jeque Zayed               | Elyanna Shone                       | 203,160 / 203,160            | $28,081,406                  |
| 12 de enero de 2025          | Abu Dabi                     | Emiratos Árabes Unidos       | Estadio Jeque Zayed               | Elyanna Shone                       | 203,160 / 203,160            | $28,081,406                  |
| 14 de enero de 2025          | Abu Dabi                     | Emiratos Árabes Unidos       | Estadio Jeque Zayed               | Elyanna Shone                       | 203,160 / 203,160            | $28,081,406                  |
| 18 de enero de 2025          | Bombay                       | India                        | Estadio DY Patil                  | Jasleen Royal Elyanna Shone         | 163,711 / 163,711            | $12,819,848                  |
| 19 de enero de 2025          | Bombay                       | India                        | Estadio DY Patil                  | Jasleen Royal Elyanna Shone         | 163,711 / 163,711            | $12,819,848                  |
| 21 de enero de 2025          | Bombay                       | India                        | Estadio DY Patil                  | Jasleen Royal Elyanna Shone         | 163,711 / 163,711            | $12,819,848                  |
| 25 de enero de 2025          | Ahmedabad                    | India                        | Estadio Narendra Modi             | Jasleen Royal Elyanna Shone         | 223,570 / 223,570            | $15,696,814                  |
| 26 de enero de 2025          | Ahmedabad                    | India                        | Estadio Narendra Modi             | Jasleen Royal Elyanna Shone         | 223,570 / 223,570            | $15,696,814                  |
| 8 de abril de 2025           | Hong Kong                    | Hong Kong                    | Kai Tak Stadium                   | Marife                              | 183,980 / 183,980            | $32,941,256                  |
| 9 de abril de 2025           | Hong Kong                    | Hong Kong                    | Kai Tak Stadium                   | Marife                              | 183,980 / 183,980            | $32,941,256                  |
| 11 de abril de 2025          | Hong Kong                    | Hong Kong                    | Kai Tak Stadium                   | Marife                              | 183,980 / 183,980            | $32,941,256                  |
| 12 de abril de 2025          | Hong Kong                    | Hong Kong                    | Kai Tak Stadium                   | Marife                              | 183,980 / 183,980            | $32,941,256                  |
| 16 de abril de 2025          | Seúl                         | Corea del Sur                | Estadio de Goyang                 | Twice                               | 318,309 / 318,309            | $34,448,581                  |
| 18 de abril de 2025          | Seúl                         | Corea del Sur                | Estadio de Goyang                 | Twice                               | 318,309 / 318,309            | $34,448,581                  |
| 19 de abril de 2025          | Seúl                         | Corea del Sur                | Estadio de Goyang                 | Twice                               | 318,309 / 318,309            | $34,448,581                  |
| 22 de abril de 2025          | Seúl                         | Corea del Sur                | Estadio de Goyang                 | Twice                               | 318,309 / 318,309            | $34,448,581                  |
| 24 de abril de 2025          | Seúl                         | Corea del Sur                | Estadio de Goyang                 | Twice                               | 318,309 / 318,309            | $34,448,581                  |
| 25 de abril de 2025          | Seúl                         | Corea del Sur                | Estadio de Goyang                 | Twice                               | 318,309 / 318,309            | $34,448,581                  |
| Etapa 11 — Angloamérica      |                              |                              |                                   |                                     |                              |                              |
| 31 de mayo de 2025           | Stanford                     | Estados Unidos               | Estadio Stanford                  | Willow Elyanna                      | -                            | -                            |
| 1 de junio de 2025           | Stanford                     | Estados Unidos               | Estadio Stanford                  | Willow Elyanna                      | -                            | -                            |
| 6 de junio de 2025           | Paradise                     | Estados Unidos               | Allegiant Stadium                 | Willow Elyanna                      | -                            | -                            |
| 7 de junio de 2025           | Paradise                     | Estados Unidos               | Allegiant Stadium                 | Willow Elyanna                      | -                            | -                            |
| 10 de junio de 2025          | Denver                       | Estados Unidos               | Empower Field at Mile High        | Willow Elyanna                      | -                            | -                            |
| 13 de junio de 2025          | El Paso                      | Estados Unidos               | Estadio Sun Bowl                  | Willow Elyanna                      | -                            | -                            |
| 14 de junio de 2025          | El Paso                      | Estados Unidos               | Estadio Sun Bowl                  | Willow Elyanna                      | -                            | -                            |
| 7 de julio de 2025           | Toronto                      | Canadá                       | Rogers Stadium                    | Ayra Starr Elyanna                  | -                            | -                            |
| 8 de julio de 2025           | Toronto                      | Canadá                       | Rogers Stadium                    | Ayra Starr Elyanna                  | -                            | -                            |
| 11 de julio de 2025          | Toronto                      | Canadá                       | Rogers Stadium                    | Ayra Starr Elyanna                  | -                            | -                            |
| 12 de julio de 2025          | Toronto                      | Canadá                       | Rogers Stadium                    | Ayra Starr Elyanna                  | -                            | -                            |
| 15 de julio de 2025          | Foxborough                   | Estados Unidos               | Gillette Stadium                  | Ayra Starr Elyanna                  | -                            | -                            |
| 16 de julio de 2025          | Foxborough                   | Estados Unidos               | Gillette Stadium                  | Ayra Starr Elyanna                  | -                            | -                            |
| 19 de julio de 2025          | Madison                      | Estados Unidos               | Camp Randall Stadium              | Ayra Starr Elyanna                  | -                            | -                            |
| 22 de julio de 2025          | Nashville                    | Estados Unidos               | Nissan Stadium                    | Ayra Starr Elyanna                  | -                            | -                            |
| 26 de julio de 2025          | Miami Gardens                | Estados Unidos               | Hard Rock Stadium                 | Ayra Starr Elyanna                  | -                            | -                            |
| 27 de julio de 2025          | Miami Gardens                | Estados Unidos               | Hard Rock Stadium                 | Ayra Starr Elyanna                  | -                            | -                            |
| Etapa 12 — Europa            |                              |                              |                                   |                                     |                              |                              |
| 18 de agosto de 2025         | Hull                         | Reino Unido                  | Estadio Craven Park               | TBA                                 | -                            | -                            |
| 19 de agosto de 2025         | Hull                         | Reino Unido                  | Estadio Craven Park               | TBA                                 | -                            | -                            |
| 22 de agosto de 2025         | Londres                      | Reino Unido                  | Estadio Wembley                   | TBA                                 | -                            | -                            |
| 23 de agosto de 2025         | Londres                      | Reino Unido                  | Estadio Wembley                   | TBA                                 | -                            | -                            |
| 26 de agosto de 2025         | Londres                      | Reino Unido                  | Estadio Wembley                   | TBA                                 | -                            | -                            |
| 27 de agosto de 2025         | Londres                      | Reino Unido                  | Estadio Wembley                   | TBA                                 | -                            | -                            |
| 30 de agosto de 2025         | Londres                      | Reino Unido                  | Estadio Wembley                   | TBA                                 | -                            | -                            |
| 31 de agosto de 2025         | Londres                      | Reino Unido                  | Estadio Wembley                   | TBA                                 | -                            | -                            |
| 3 de septiembre de 2025      | Londres                      | Reino Unido                  | Estadio Wembley                   | TBA                                 | -                            | -                            |
| 4 de septiembre de 2025      | Londres                      | Reino Unido                  | Estadio Wembley                   | TBA                                 | -                            | -                            |
| 7 de septiembre de 2025      | Londres                      | Reino Unido                  | Estadio Wembley                   | TBA                                 | -                            | -                            |
| 8 de septiembre de 2025      | Londres                      | Reino Unido                  | Estadio Wembley                   | TBA                                 | -                            | -                            |

## Conciertos pospuestos y/o cancelados

### Cancelado(s)
| Fecha               | Ciudad    | País           | Lugar        | Motivo                 |
| ------------------- | --------- | -------------- | ------------ | ---------------------- |
| 26 de abril de 2022 | Inglewood | Estados Unidos | SoFi Stadium | Problemas de logística |
| 30 de abril de 2022 | Inglewood | Estados Unidos | SoFi Stadium | Problemas de logística |

### Pospuesto(s)
| Fecha                 | Ciudad         | País   | Lugar                 | Motivo                      |
| --------------------- | -------------- | ------ | --------------------- | --------------------------- |
| 11 de octubre de 2022 | Río de Janeiro | Brasil | Estadio Nilson Santos | Problemas de salud de Chris |
| 12 de octubre de 2022 | Río de Janeiro | Brasil | Estadio Nilson Santos | Problemas de salud de Chris |
| 15 de octubre de 2022 | Sao Paulo      | Brasil | Allianz Parque        | Problemas de salud de Chris |
| 16 de octubre de 2022 | Sao Paulo      | Brasil | Allianz Parque        | Problemas de salud de Chris |
| 18 de octubre de 2022 | Sao Paulo      | Brasil | Allianz Parque        | Problemas de salud de Chris |
| 19 de octubre de 2022 | Sao Paulo      | Brasil | Allianz Parque        | Problemas de salud de Chris |
| 21 de octubre de 2022 | Sao Paulo      | Brasil | Allianz Parque        | Problemas de salud de Chris |
| 22 de octubre de 2022 | Sao Paulo      | Brasil | Allianz Parque        | Problemas de salud de Chris |